# Заречная (Комаричский район)
Заречная — деревня в Комаричском районе Брянской области. Входит в состав Быховского сельского поселения.

## История
В 1964 году Указом Президиума ВС РСФСР деревня Голынь переименована в Заречную.

## Население
| 2010 | 2013 |
| ---- | ---- |
| 206  | ↘190 |